# Prachatai
Prachatai (thai: ประชาไท, Frit Folk) og Prachatai English er en uafhængig thailandsk non-profit online-avis grundlagt i 2004, der udgives på thailandsk og engelsk.
Prachatai udgives under Creative Commons licensen (cc) BY-NC, hvilket vil sige navngiv ophavsmanden og del på samme vilkår.

## Historie
Prachatai blev grundlagt i juni, 2004, som en uafhængig, almennyttig, daglig avis af en gruppe bekymrede thailændere, der omfattede et højtstående medlem af Thailands presseråd, en velkendt lektor i journalistik, to medlemmer af det thailandske senat, et antal seniorjournalister og et antal thailandske NGO-ledere. Formålet var, "at give pålidelige og relevante nyheder og information til den thailandske offentlighed i en æra med alvorlige begrænsninger for de thailandske nyhedsmediers frihed og uafhængighed". I 2007 kom den engelsksprogede udgave til, som omfatter "underrapporterede spørgsmål i Thailand, især om demokratisering og menneskerettigheder, på trods af risikoen og presset fra lovgivning og myndigheder".

## Nyhedsmediets fundmentale principper
Prachatai stræber efter at være en uafhængig, pålidelig medieorganisation for demokrati, og at præsentere nyheder og information til udvikling af et progressivt demokratisk samfund. Prachatai er en online medieorganisation med analyser, kritik og kommentarer til spørgsmål, der er vigtige for demokratisk udvikling. Prachatai viser klart sin politiske holdning. Enhver handling, der anses udemokratisk eller imod demokratiske principper, vil blive stærkt kritiseret. Rettigheder og friheder er vigtige komponenter i demokratiet, som Prachatai stræber efter at opretholde i ethvert aspekt. Prachatai vil altid give offentligheden mulighed for at udtrykke deres meninger og beskytte deres rettigheder og friheder, selv når Prachatai ikke er enig med dem.